# Zhaoguan (köping i Kina, Shandong)
Zhaoguan (kinesiska: 赵官镇, 赵官) är en köping i Kina. Den ligger i provinsen Shandong, i den östra delen av landet, omkring 43 kilometer väster om provinshuvudstaden Jinan. Antalet invånare är 31 596. Befolkningen består av 15 466 kvinnor och 16 130 män. Barn under 15 år utgör 14,0 %, vuxna 15-64 år 75 %, och äldre över 65 år 10,0 %.
Genomsnittlig årsnederbörd är 814 millimeter. Den regnigaste månaden är juli, med i genomsnitt 274 mm nederbörd, och den torraste är januari, med 7 mm nederbörd.